# Ombra della sera
L'Ombra della sera è una statuetta votiva etrusca, proveniente dall'antica Velathri, ovvero l'attuale Volterra, dove è conservata al museo Guarnacci.
Si dice che sia stato il poeta Gabriele D'Annunzio a darle il nome "Ombra della sera", poiché nel guardarla gli venivano in mente le lunghe ombre del tramonto, ma in realtà il nome è di origine popolare e compare per la prima volta in un testo nel 1954, la Guida di Volterra del prof. Paolo Ferrini, edita dalla Casa Editrice volterrana Migliorini Gian Piero.

## Caratteristiche
Essa rappresenta una figura maschile nuda, con un'altezza di 57,5 cm, ma ciò che risalta di più è la forma allungata del corpo, eccetto la testa, che mantiene le proporzioni esatte, e questo stile così moderno risulta sbalorditivo per una scultura etrusca; ad essa si ispirò chiaramente l'artista novecentesco Alberto Giacometti.
In questa figura viene sottolineata una bellezza che raggiunge quasi il soprannaturale, grazie ai tratti naturali del volto. I bronzisti di Volterra erano già noti nell'antichità per le grandi capacità manifatturiere e tecnologiche, che permettevano loro di fondere i minerali di rame delle Colline Metallifere in lega con lo stagno, ottenendo il bronzo.

## Recupero
Inizialmente, nel 1737, lo studioso fiorentino Anton Francesco Gori scoprì che la statuetta era custodita nella casa della famiglia Buonarroti a Firenze.
Pochi decenni più tardi, il nobile prelato Mario Guarnacci entrò in possesso della statuetta, anche se non è chiaro come ciò gli fu possibile, che poi fu donata, insieme a tutta la sua collezione, al museo che avrebbe preso il suo nome.

## Citazioni
L'Ombra della sera è stata utilizzata, nel 1974, come unico elemento, misterioso e vagamente inquietante nella fotografia, nella sigla iniziale dello sceneggiato televisivo Rai Ritratto di donna velata, la cui azione si svolge a Volterra e dintorni. Appare anche in una scena della quarta puntata dello sceneggiato, con interprete Massimo Serato nel ruolo del luogotenente di Marston, che incontra Alberto Certaldo (Mico Cundari) nello stesso Museo etrusco Guarnacci, dove è conservata.
L'Ombra della sera è al centro di Chimaira, romanzo di Valerio Massimo Manfredi.
Una versione de L'ombra della sera alta 15 metri è presente nella foresteria del Monastero di Santa Barbara, opera dell'artista Nik Spatari. Raffigura un uomo in marcia ed è dedicata all'artista Alberto Giacometti e alla civiltà etrusca.
La scrittrice Laura Guidi pubblicò un romanzo dal titolo L’ombra della sera, che, ambientato nel mondo degli Etruschi, descrive la vicenda amorosa di due giovani, Larth e Thana, nella quale Larth, amante dell’arte pur essendo figlio di un commerciante, realizza e dona a Thana la statua che dà il titolo al romanzo (Fabbri editori, 1985).
La riproduzione in bronzo della statuetta ha dato vita al Premio Internazionale di Teatro Arte e Cultura legato al Festival Internazionale del Teatro Romano di Volterra dove ogni anno una giuria di esperti di riconoscibilità nazionale e internazionale assegna la statuetta a chi giudica meritorio di ottenerla. Ogni premio è legato a una figura volterrana del passato che si è distinta nella disciplina premiata. Il premio è stato ritirato da numerosi artisti nazionali e internazionali è diventato per prestigio e originalità una sorta di "oscar" del teatro italiano. I Premi "Ombra della Sera"
Nel 2015 è presente come oggetto di arredo in Soma, videogioco survival horror a sfondo fantascientifico sviluppato da Frictional Games. Non è utile ai fini del gioco e non si conosce il motivo per cui è stata inserita.